# Kościół św. Mikołaja w Szczecinie
Kościół św. Mikołaja w Szczecinie – niezachowany współcześnie kościół w Szczecinie.
Ufundowany został w 1243 roku przez księcia Barnima I Dobrego. Stanął u stóp wzgórza zamkowego na północ od Ratusza Staromiejskiego. Początkowo zbudowany z drewna, później o konstrukcji murowanej, trójnawowy.
W XVII w. dwukrotnie niszczony przez pożar i odbudowywany. Podczas okupacji francuskiej Szczecina (od r. 1806) stanowił magazyn końskiej paszy. 10 grudnia 1811 około godziny 02:30 w kościele wybuchł kolejny pożar, spowodowany zaprószeniem ognia. Zgliszcza rozebrano w latach 1814–1816. Niezabudowany plac po rozbiórce nazwano Nowym Rynkiem (niem. Neuer Markt),